# Stanisław Leopold Lubliner

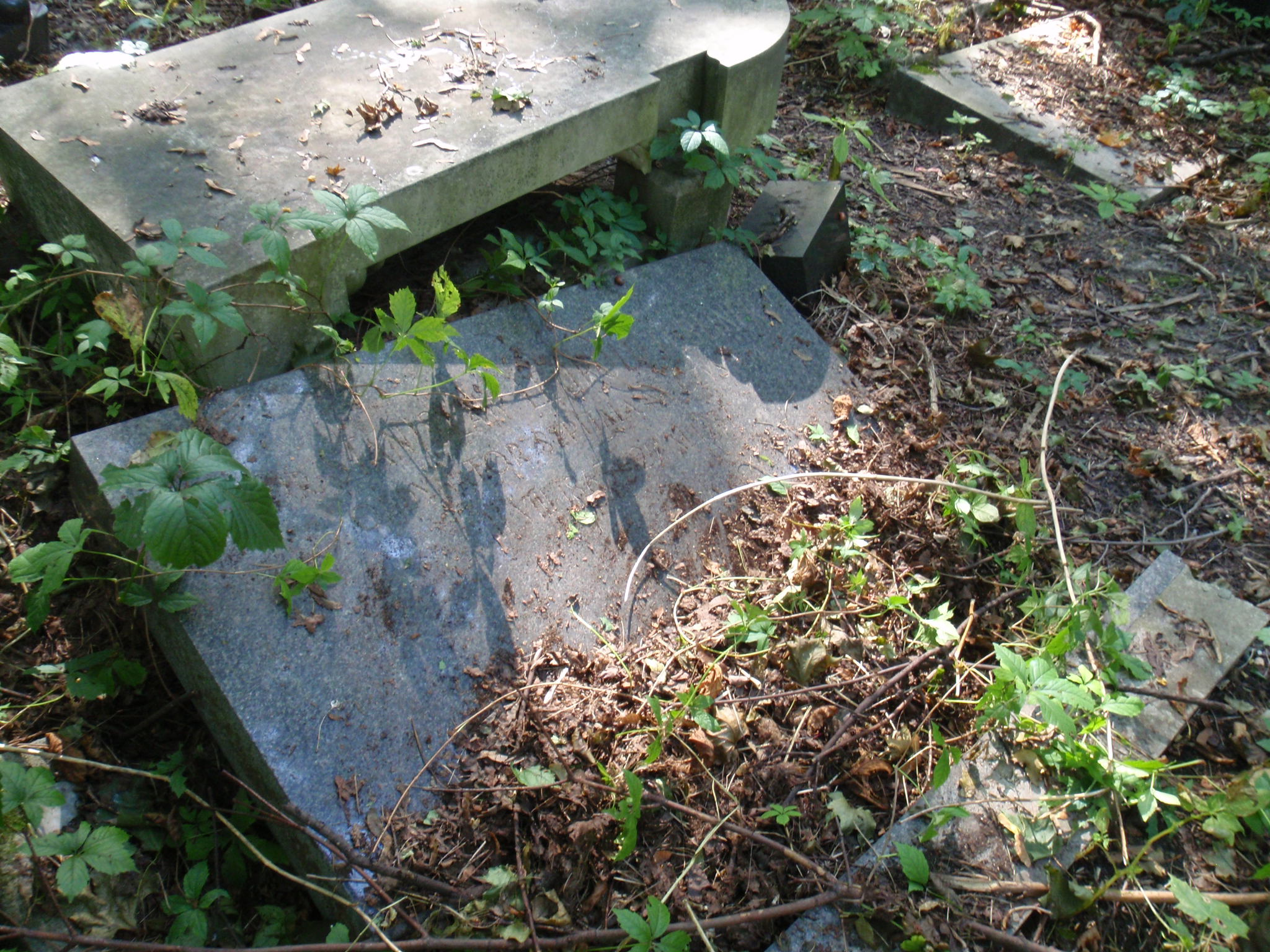
Grób Stanisława Leopolda Lublinera na cmentarzu żydowskim w Warszawie

Stanisław Leopold Lubliner (ur. 11 sierpnia 1863 w Warszawie, zm. 29 września 1937 tamże) – polski lekarz, laryngolog i ftyzjatra żydowskiego pochodzenia.

## Życiorys
Był uczniem Teodora Herynga. Ordynator i konsultant honorowy Szpitala na Czystem, a także zorganizowanego tamże pierwszego w Warszawie oddziału otolaryngologicznego. Asystent Szpitala św. Rocha. Był prezesem honorowym Towarzystwa Miłosierdzia, członkiem honorowym Polskiego Towarzystwa Otolaryngologicznego.
28 października 1888 ożenił się z Eugenią Cohn, która założyła pierwszą w Polsce placówkę pedagogiczną dla dzieci niepełnosprawnych umysłowo. Starsza córka, Aniela (1890–1943), studiowała chemię, po studiach wyszła za mąż i nie pracowała zawodowo. Dwaj synowie, Stefan (ur. 1890) i Wiktor Ostrowski (1895–1977) byli dziennikarzami, najmłodsza Karolina Lubliner-Mianowska (1899–1963) poświęciła się pracy naukowej. Pozostali przy życiu członkowie rodziny zachowali nazwiska zmienione podczas wojny.
Pochowany jest na cmentarzu żydowskim przy ulicy Okopowej w Warszawie (sektor 31-5-14).

## Wybrane prace
- Alkohol i suchoty. Zdrowie (1909).
- O leczeniu gruźlicy płuc i krtani za pomocą wprowadzania tlenu pod skórę. Medycyna i Kronika Lekarska (1912).
- Krwawienia i krwotoki uszne. Medycyna i Kronika Lekarska (1917).
- O ropniach mózgu pochodzenia usznego. Polski Przegląd Chirurgiczny (1925).
- Leysin sur Aigle. Warszawskie Czasopismo Lekarskie (1930).

## Ordery i odznaczenia
- Złoty Krzyż Zasługi (27 czerwca 1928)[6]